# ヴィクトリア十字章
ヴィクトリア十字章（ヴィクトリアじゅうじしょう、Victoria Cross）は、イギリスおよび英連邦王国構成国の軍人に対し授与される最高の戦功章。敵前での勇敢な行為を対象とした顕彰における第1レベルの賞とされるクロス章であり、受章者は“VC”のポスト・ノミナル・レターズを使用することが許される。グレートブリテン及び北アイルランド連合王国およびほとんどの英連邦王国構成国においては、ポスト・ノミナル・レターズの記載順位や佩用序列が全ての勲章・記章の最上位に位置付けられている。
イギリスの勲章はオーダー（Order）とデコレーション（Decoration）に分けられ、デコレーションにはクロス（Cross）、メダル（Medal）およびデコレーションの種類があるが、受章者によって騎士団が形成され、勲位が与えられるのはオーダーだけであり、ヴィクトリア十字章を含むクロスやメダル、あるいは章の名称に“Decoration”が付く章は、功績や栄誉に対して与えられる功労章あるいは記章である 。そして、クロス章は勲章とは言えないとする見方もあるので、本項では「ヴィクトリア十字章」とするが、それらも広い意味での勲章ではあり、日本ではヴィクトリア十字勲章 あるいはヴィクトリアクロス勲章 と表記されることも多い。

## 概要

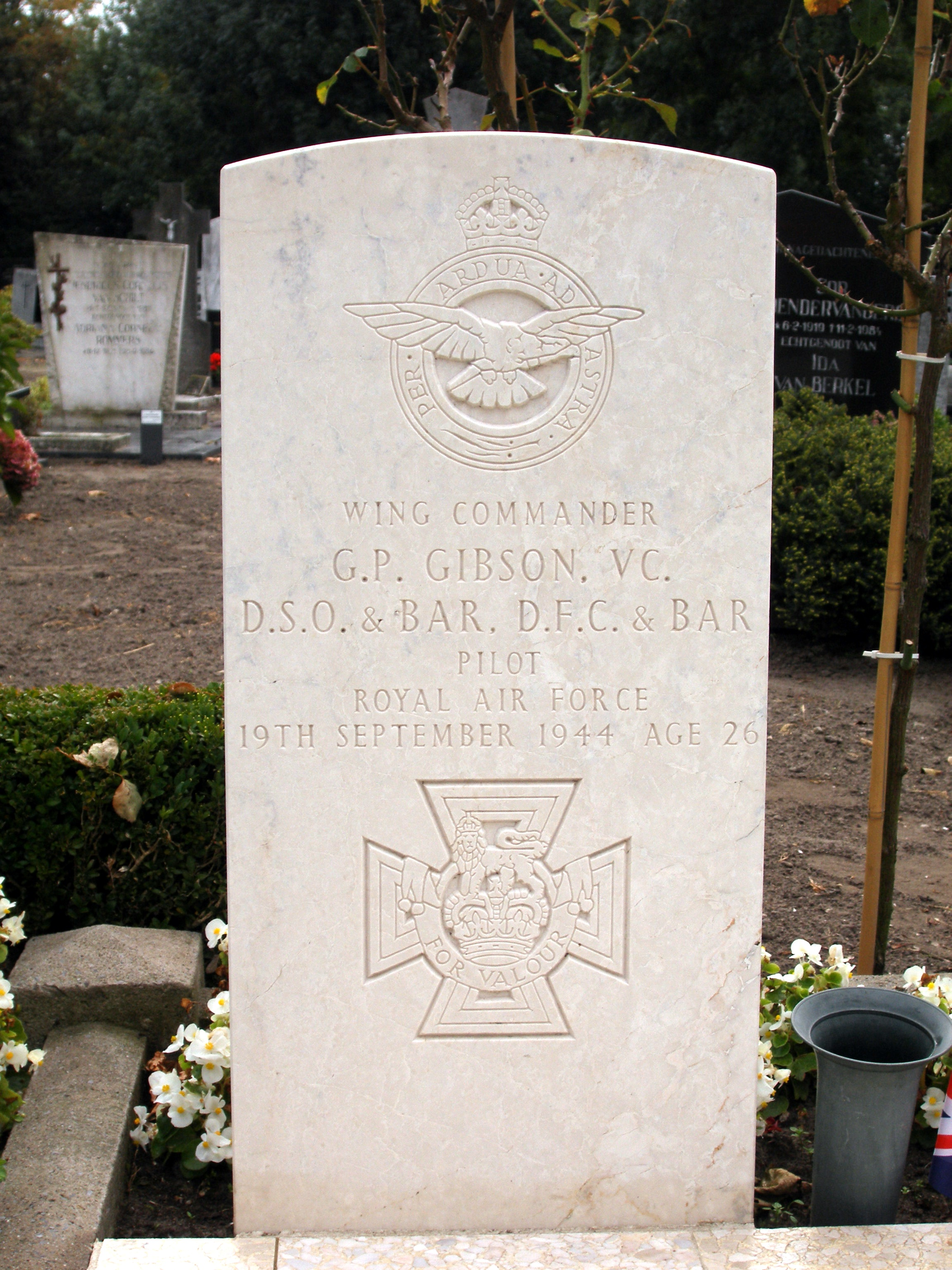
ヴィクトリア十字が刻まれた受章者（ガイ・ギブソン）の墓。

ヴィクトリア十字章は1856年1月29日、クリミア戦争において戦功をあげた軍人に対し初めて授与された。初期のヴィクトリア十字章は全てセバストポリ包囲戦においてロシア帝国陸軍から捕獲した中国製の青銅砲から鋳造されている。第一次世界大戦中からは義和団の乱において中国軍から捕獲した大砲も原材料として用いられるようになった。これらの大砲の砲身はウーリッジのRoyal Artillerry Barracksにおかれている。大砲の残り、メダルの鋳造に用いられる部分は現在358トロイオンスだけが残っており、ダニントンの15 Regiment Royal Logistic Corpsで保管されているが、ここからは80から85のメダルの鋳造が可能であると見積もられている。メダルの製造はヴィクトリア十字章が制定されたときからロンドンのHancocksが行っている。
ヴィクトリア十字章授与の告知は、伝統に従いロンドン・ガゼット紙上で行われる。
メダルは幅35ミリメートルの十字形で、王冠にライオンの像がかたどられ、"For Valour（勇気に対して）"の文字が刻まれている。付属する勲符、リボンを含めた重量は27グラムほどである。同一人が再度受章する場合は、リボンに付ける飾板のみが授与され、略綬に描かれるヴィクトリア十字が増える。

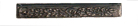
複数回受章者用飾版。
ヴィクトリア十字章の略綬。
ヴィクトリア十字章2回受章を示す略綬。

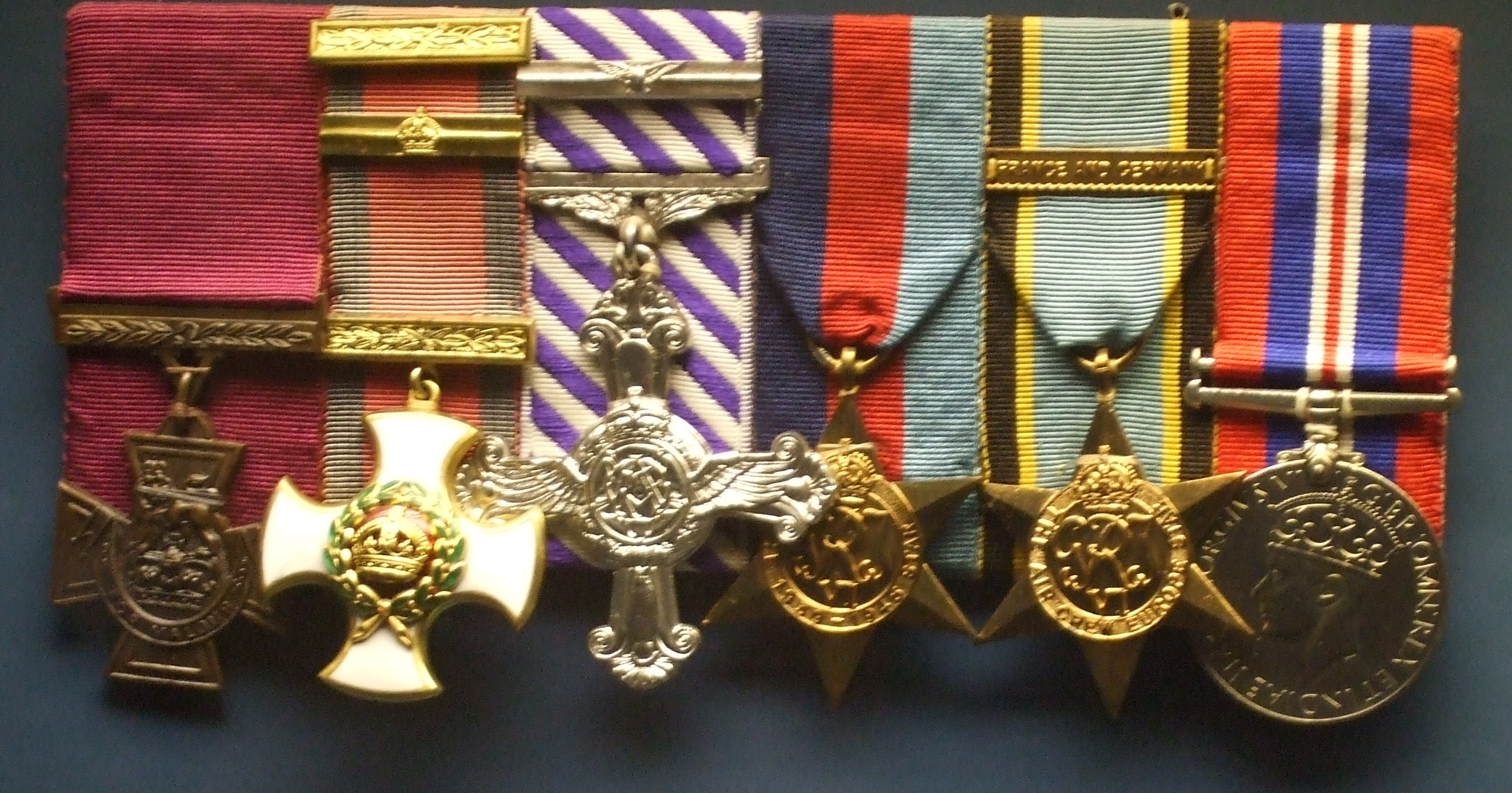
ヴィクトリア十字章受章者（ガイ・ギブソン）のメダルバー。最上位（左端）にヴィクトリア十字章が位置し、その次にディスティンギッシュト・サービス・オーダーが置かれている。

「敵前において勇気を見せた軍人」に対してのみ授与される。また、“勇気”の基準が厳しく、世界各国において制定されている戦功章の中で最も受章が困難な勲章であるといわれている。
クロス章は一般的にはオーダーより下位に位置するが、ヴィクトリア十字章の佩用位置やポスト・ノミナル・レターズを列記する際の順番は「あらゆる勲章・記章の上位」とされている。このような特別な扱いのクロス章にはほかにジョージ・クロスがあり、ヴィクトリア十字章と最高位のオーダーであるガーター勲章の間に位置する。ジョージ・クロスはヴィクトリア十字章に匹敵する勇気を“敵前以外の場所”で見せた場合に与えられる。この2つの十字章は受章者の団体を共有しており、名称を“Victoria Cross and George Cross Association”としている。
オーストラリア、カナダ、ニュージーランド等の英連邦王国に属する国では、イギリス本国の勲章の一部について自国の勲章を代わりに制定しているが、最高の戦功章はヴィクトリア十字章あるいはその国のヴィクトリア十字章であるとしている。1993年に制定されたカナダ・ヴィクトリア十字章はラテン語の代わりに英語の文字が刻まれている（2005年8月現在受章者はいない）。

## 授与

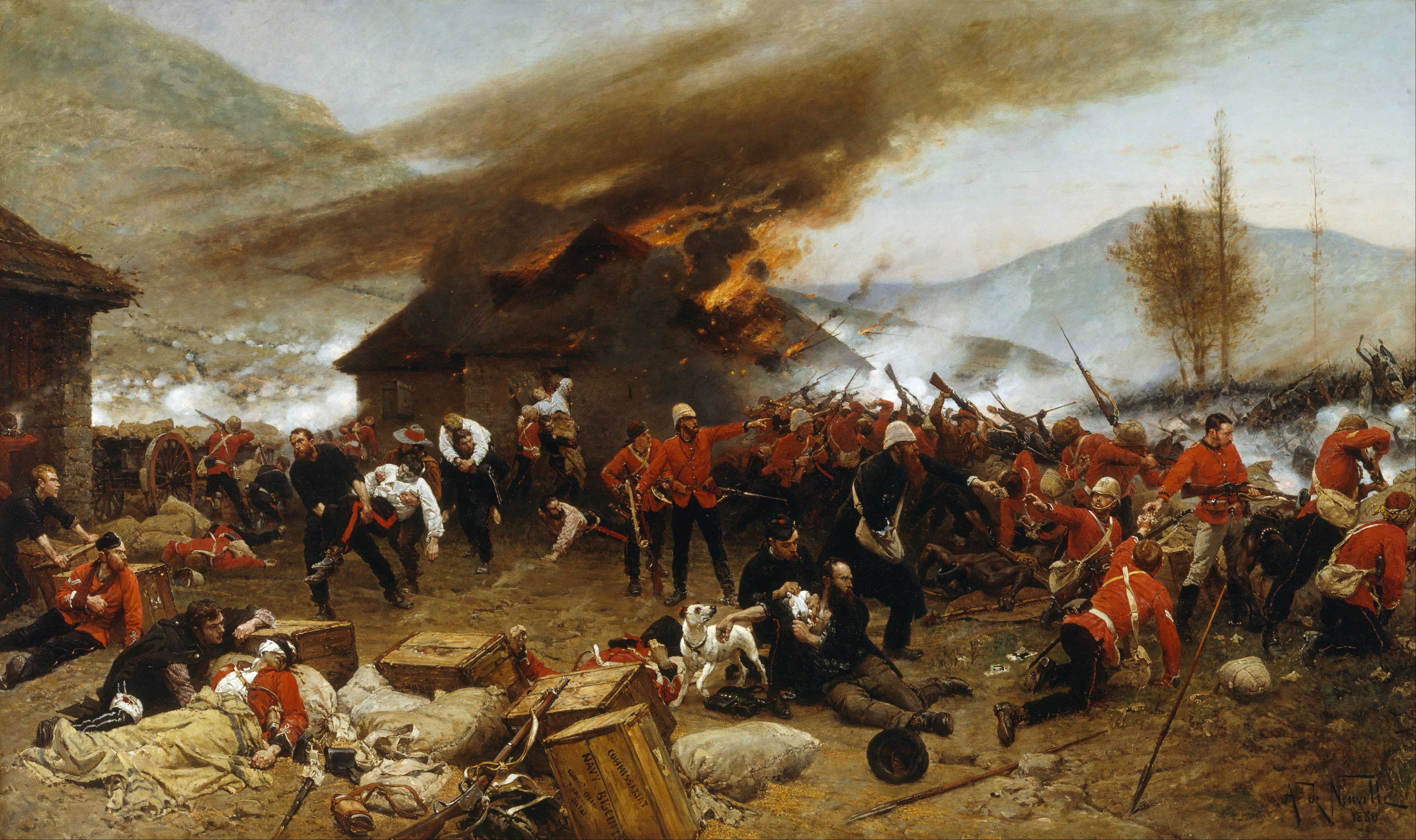
ロークス・ドリフトの防衛戦

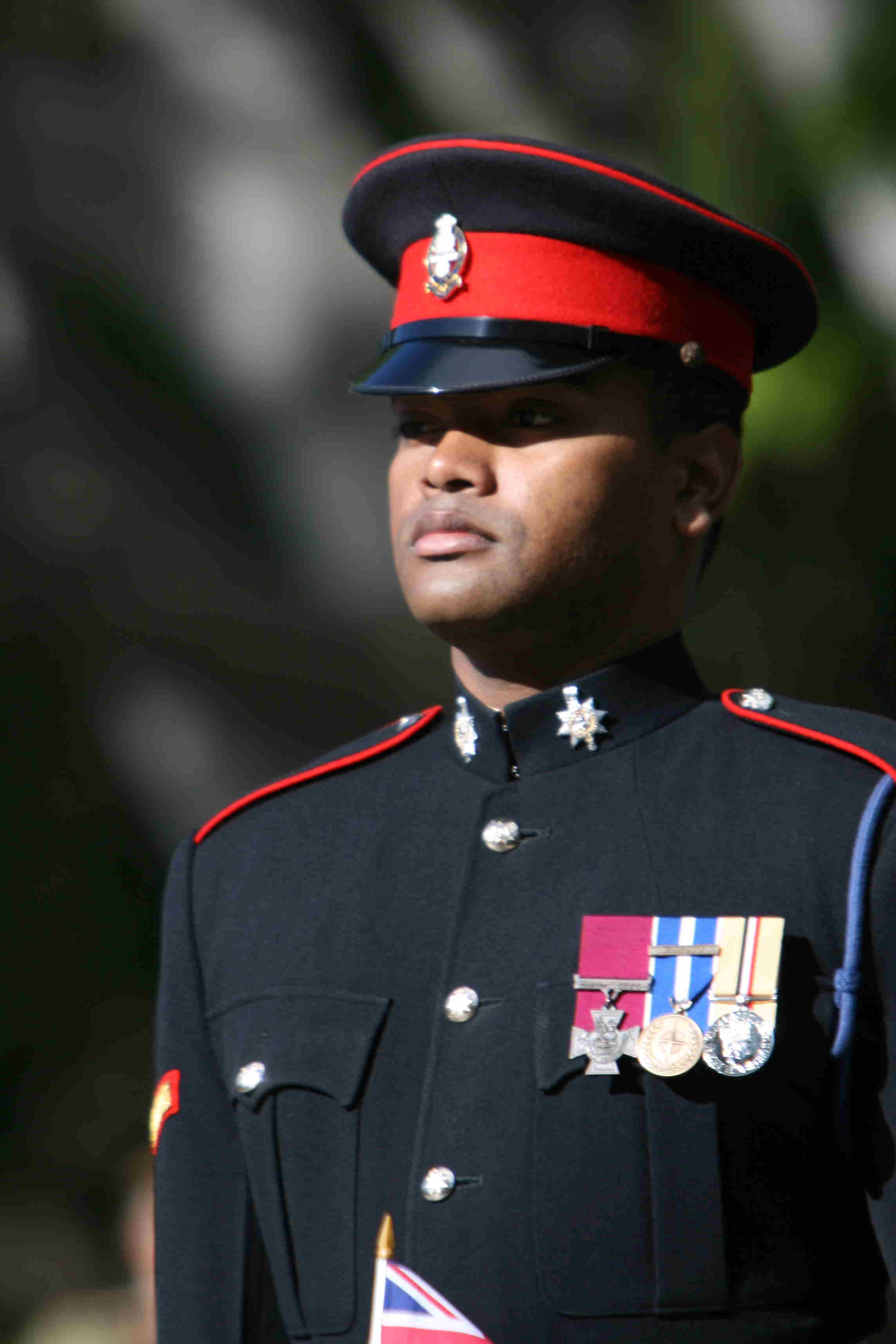
ジョンソン・ベハリー

1856年から合計1,355のヴィクトリア十字章が授与されている。当初はイギリス本土出身の生存者のみに授与されていたが、20世紀初頭には死後にも授与されるようになり、その対象もイギリス軍指揮下にある全ての軍人となった。1914年、インド人兵士に対して植民地出身者として初めて授与された。
一日あたり最も多くの受章者を出した戦闘は1857年11月16日、インド大反乱におけるラクナウ（Lucknow）包囲戦である。この日の戦功に対し24のヴィクトリア十字章が贈られている。一度の戦闘において最も多くの受章者を出したのはズールー戦争における ロルクズ・ドリフトの戦い (Battle of Rorke's Drift)  （1879年1月22日）で、この戦闘では11個のヴィクトリア十字章が授与された。またボーイスカウト運動の創始者ロバート・ベーデン・パウエル卿も、ボーア戦争におけるマフェキングの包囲戦での功績に対してこれを贈られている。
第一次世界大戦においては、最終的に633名に授与された。そのうち187名は死後の授与である。一例として、ウォルター・リッチーの名を挙げる。彼はソンムの戦いの初日、部隊の仲間とともにドイツ軍の塹壕に突入し、ドイツ軍の反撃に晒され仲間が全員死んだ後も「突撃せよ！」と叫び続け、士気を鼓舞した功績による。
第二次世界大戦においてフリッパー作戦で戦死したジェフリー・キースに追叙される
他にはマーケットガーデン作戦にてアルンヘムに降下した英第一空挺師団第二大隊所属の無名兵士5人（内4人が死後）に授与された
。
第二次世界大戦以後にヴィクトリア十字章を受章したのは12名のみである。4名は朝鮮戦争で、1名は1965年のマレーシアとインドネシアの紛争で、4名がベトナム戦争で、2名がフォークランド紛争における戦功により受章した。
イラク戦争においては、2004年5月に武装勢力の待ち伏せ攻撃中に2度にわたり同僚を軍用車両の中から救助した、グレナダ出身のジョンソン・ベハリーに対して授与されている。生存している者に対してヴィクトリア十字章が授与されたのは1969年以来のことである。
これまでにヴィクトリア十字章を2度受章したのはイギリスの軍医であるノエル・シャバス、アーサー・マーティン＝レイク、ニュージーランド出身のチャールズ・ユーファムの3名のみである。
第二次世界大戦において、例外的にアメリカ軍の無名兵士に対して授与された。これへの返答として、名誉勲章がイギリスの無名兵士に対して贈られている。
日本に関連したところでは、下関戦争における戦功から、以下の2名のイギリス人と1名のアメリカ人に授与されている。
- ダンカン・ボイズ
- トーマス・プライド（英語版）
- ウイリアム・シーリー（英語版）（アメリカ人）

このほか、第二次世界大戦中の1945年8月9日に女川湾での戦闘で最後のカナダ人戦死者となった海軍パイロット、ロバート・ハンプトン・グレーにも贈られた。